# Samsung Galaxy A73 5G
Samsung Galaxy A73 5G — це смартфон середнього класу на базі Android, розроблений і виготовлений Samsung Electronics як частина серії Galaxy A. Телефон був анонсований 17 березня 2022 року на заході Samsung Galaxy Unpacked разом з Galaxy A33 5G і Galaxy A53 5G.

## Дизайн
Екран виконаний зі скла Corning Gorilla Glass 5. Задня панель та бокова частина виготовлені з матового пластику.
За дизайном смартфон подібний до попередника, але як і в Samsung Galaxy A33 5G та Samsung Galaxy A53 5G, задня панель тепер повністю пласка, а перехід між задньою панеллю та блоком камери більш плавний. В Galaxy A73 5G, на відміну від Samsung Galaxy A72, відсутній 3.5 мм аудіороз'єм. Також смартфон має захист від вологи та пилу по стандарту IP67.
Знизу знаходяться роз'єм USB-C, динамік та мікрофон. Зверху розташовані залежно від версії слот під 1 SIM-картку і карту пам'яті формату microSD до 1 ТБ або гібридний слот під 2 SIM-картки або 1 SIM-картку і карту пам'яті формату microSD до 1 ТБ та другий мікрофон. З правого боку розміщені кнопки регулювання гучності та кнопка блокування смартфона.
Samsung Galaxy A73 5G продається в 3 кольорах: зеленому (Awesome Mint), сірому (Awesome Gray) та білому (Awesome White).

## Технічні характеристики

### Апаратне забезпечення

#### Платформа
Пристрій отримав процесор Qualcomm Snapdragon 778G та графічний процесор Adreno 642L.

#### Акумулятор
Акумуляторна батарея отримала об'єм 5000 мА·год та підтримку швидкої зарядки на 25 Вт

#### Камера
Смартфон отримав основну квадрокамеру 108 Мп, f/1.8 (ширококутний) з фазовим автофокусом та оптичною стабілізацією + 12 Мп, f/2.2 (надширококутний) + 5 Мп, f/2.4 (макро) + 5 Мп, f/2.4 (сенсор глибини). Основна камера вміє записувати відео в роздільній здатності 4K@30fps. Фронтальна камера отримала роздільність 32 Мп, діафрагму f/2.2 (ширококутний) та здатність запису відео в роздільній здатності 4K@30fps.

#### Екран
Екран Super AMOLED, 6.7", FullHD+ (2400 × 1080) зі щільністю пікселів 393 ppi, співвідношенням сторін 20:9, частотою оновлення екрану 120 Гц та Infinity-O (круглим) вирізом під фронтальну камеру, що знаходиться зверху в центрі. Також в екран вмонтований сканер відбитку пальця.

### Звук
Смартфон отримав стереодинаміки. Роль другого динаміка виконує розмовний. Також присутня підтримка Dolby Atmos.

#### Пам'ять
Смартфон продається в комплектаці 6/128, 8/128 та 8/256 ГБ. В Україні смартфон офіційно продавався у комплектації 6/128 ГБ.

### Програмне забезпечення
Смартфон був випущений на One UI 4.1 на базі Android 12 і був оновлений до One UI 5.1 на базі Android 14.